# 올더니섬 축구 국가대표팀
올더니섬 축구 국가대표팀은 영국에 속해있는 채널 제도의 한 지역인 올더니섬을 대표하는 축구팀이다. 이 팀은 FIFA 및 유럽 축구 연맹 회원국이 아니기 때문에 FIFA 및 유럽 축구 연맹이 주관하는 대회에는 참가하지 않으며 아일랜드 게임 축구에만 참가한다. 뮤라티컵에서는 1920년 대회에서 유일하게 우승컵을 들어올렸고 준우승은 무려 9번을 차지했으며 아일랜드 게임 축구에는 4번 참가하여 그 가운데 2003년 대회에서 11위를 기록했다.